# Japhet N'Doram
Japhet N'Doram (in arabo  يافث ندورام‎?; N'Djamena, 27 febbraio 1966) è un allenatore di calcio ed ex calciatore ciadiano, di ruolo attaccante.

## Biografia
Nato a N'Djamena, in Ciad, fa parte di una famiglia numerosa composta da sei sorelle e un fratello. Quest'ultimo, Jonathan Beassel è stato anch'egli un calciatore per la nazionale ciadiana.
Ha due figli, Rodrigue e Kévin, che come lui hanno intrapreso la carriera calcistica.

## Caratteristiche tecniche
Attaccante, era dotato di uno stile di gioco completo ed era capace di giocare con una certa eleganza in campo che gli valsero il soprannome di “Mago della Beaujoire”, in riferimento al nome dello stadio in cui gioca il Nantes.

## Carriera

### Giocatore

#### Club
Cresciuto in una famiglia numerosa, comincia a lavorare sin da giovane in qualità di responsabile della sorveglianza e del controllo, in un'azienda produttrice di zucchero.
All’inizio degli anni 80 si avvicina al mondo del calcio e nel 1984 si aggrega al Tourbillon, dove rimane fino al 1987. Nel 1988 si trasferisce in Camerun al Tonnerre Yaoundé, al tempo una delle maggiori realtà calcistiche nell’Africa subsahariana, con cui in due anni vince una MTN Elite One e una Coppa del Camerun.
Nel 1990 partecipa a uno stage con la nazionale ciadiana a Saint-Brevin-les-Pins, nel dipartimento della Loira Atlantica. Durante lo stage viene notato dal consigliere tecnico regionale Marcel Mao, il quale nello stesso anno partecipa alle trattative per il suo trasferimento al Nantes. Al suo arrivo, il 5 aprile 1990, il club non riesce immediatamente a tesserarlo a causa del fatto che tutti i posto per i calciatori extracomunitari fossero occupati; tuttavia, l’attaccante titolare dei gialloverdi, l'argentino Jorge Burruchaga, subisce un infortunio che lo costringe a rimanere fuori dal campo per tutta la stagione e, di comune accordo con la società, decide di sospendere per un anno il suo contratto da professionista, rendendolo una licenza da dilettante e permettendo il tesseramento di N'Doram.
Durante la sua esperienza a Nantes, N'Doram diventa una dei beniamini dei tifosi, segnando diversi gol importanti come quello numero 2000 del club in massima serie durante una gara contro il Lilla e come il gol del 3-2 nella semifinale di ritorno di UEFA Champions League contro gli italiani della Juventus, rete inutile a fini del risultato on aggregate, ma che permise al club di ottenere una prestigiosa vittoria.
Sotto la guida di Jean-Claude Suaudeau, diventa uno dei perni del suo jeu à la Nantaise e nei sette anni trascorsi al club raggiunge la finale di coppa di Francia nel 1993 e nella stagione stagione 1994-1995 mette a segno 12 reti con la quale contribuisce alla vittoria del titolo per i canarini, dodici anni dopo l'ultima volta.
Dopo aver contribuito nella stagione 1997-1998 al terzo posto in campionato del ridenominato Nantes-Atlantique, grazie alle sue 21 reti, si trasferisce al Monaco. La sua esperienza nel Principato dura però soltanto una stagione a causa di un infortunio che lo costringe al ritiro dal calcio giocato.

#### Nazionale
Ha debuttato in nazionale nel 1989. Con essa ha collezionato in totale 36 presenze e 13 reti, che lo hanno portato, nel 2000, ad essere selezionato come calciatore del secolo del Ciad.

### Allenatore
Il 12 febbraio 2007 viene nominato allenatore del Nantes; mantiene l'incarico fino al termine della stagione.

## Statistiche

### Presenze e reti nei club
Statistiche aggiornate al 31 giugno 1998.
| Stagione                 | Squadra                  | Campionato               | Campionato | Campionato | Coppe nazionali | Coppe nazionali | Coppe nazionali | Coppe continentali | Coppe continentali | Coppe continentali | Altre coppe | Altre coppe | Altre coppe | Totale | Totale |
| Stagione                 | Squadra                  | Comp                     | Pres       | Reti       | Comp            | Pres            | Reti            | Comp               | Pres               | Reti               | Comp        | Pres        | Reti        | Pres   | Reti   |
| ------------------------ | ------------------------ | ------------------------ | ---------- | ---------- | --------------- | --------------- | --------------- | ------------------ | ------------------ | ------------------ | ----------- | ----------- | ----------- | ------ | ------ |
| 1988                     | Tonnerre Yaoundé         | EO                       | ?          | ?          | CC              | ?               | ?               | -                  | -                  | -                  | -           | -           | -           | ?      | ?      |
| 1989                     | Tonnerre Yaoundé         | EO                       | ?          | 15         | CC              | ?               | ?               | -                  | -                  | -                  | -           | -           | -           | ?      | 15     |
| 1990                     | Tonnerre Yaoundé         | EO                       | 32         | 18         | CC              | ?               | ?               | -                  | -                  | -                  | -           | -           | -           | 32     | 18     |
| Totale Tonnerre          | Totale Tonnerre          | Totale Tonnerre          | 32+        | 33+        |                 | ?               | ?               |                    | ?                  | ?                  |             | 0           | 0           | 32+    | 33+    |
| 1990-1991                | Nantes-Atlantique        | D1                       | 19         | 2          | CF              | 3               | 1               | -                  | -                  | -                  | -           | -           | -           | 22     | 3      |
| 1991-1992                | Nantes-Atlantique        | D1                       | 25         | 4          | CF              | 1               | 0               | -                  | -                  | -                  | -           | -           | -           | 26     | 4      |
| 1992-1993                | Nantes-Atlantique        | D1                       | 31         | 10         | CF              | 5               | 0               | -                  | -                  | -                  | -           | -           | -           | 36     | 10     |
| 1993-1994                | Nantes-Atlantique        | D1                       | 26         | 8          | CF              | 4               | 0               | CU                 | 1                  | 0                  | -           | -           | -           | 31     | 8      |
| 1994-1995                | Nantes-Atlantique        | D1                       | 32         | 12         | CF+CdL          | 0+1             | 0+1             | CU                 | 7                  | 3                  | -           | -           | -           | 44     | 16     |
| 1995-1996                | Nantes-Atlantique        | D1                       | 24         | 15         | CF+CdL          | 0+1             | 0+1             | UCL                | 7                  | 3                  | SF          | 1           | 0           | 33     | 19     |
| 1996-1997                | Nantes-Atlantique        | D1                       | 35         | 21         | CF+CdL          | 0               | 0               | Int                | 5                  | 6                  | -           | -           | -           | 40     | 27     |
| Totale Nantes-Atlantique | Totale Nantes-Atlantique | Totale Nantes-Atlantique | 192        | 72         |                 | 15              | 3               |                    | 20                 | 12                 |             | 1           | 0           | 228    | 87     |
| 1997-1998                | Monaco                   | D1                       | 13         | 1          | CF+CdL          | 0+0             | 0               | UCL                | 2                  | 0                  | SF          | 1           | 2           | 16     | 3      |
| Totale carriera          | Totale carriera          | Totale carriera          | 237+       | 106+       |                 | 15              | 3               |                    | 22                 | 12                 |             | 2           | 2           | 276+   | 123+   |

## Palmarès

### Giocatore

#### Club
- MTN Elite One: 1

Tonnerre Yaoundé: 1988
- Coppa del Camerun: 1

Tonnerre Yaoundé: 1989
- Campionato francese: 1

Nantes-Atlantique: 1994-1995
- Supercoppa francese: 1

Monaco: 1997